# General Electric CJ610
El General Electric CJ610 es un motor de turbina sin postcombustión derivado del motor militar J85, y es utilizado en diversos reactores de negocios civiles. El modelo acumula 16,5 millones de horas de operación. Las versiones civiles aportan potencia a reactores ejecutivos como el Learjet 23 y el Hamburger Flugzeugbau HFB-320 Hansa Jet.
Un desarrollo posterior, el CF700 añadió un saliente en la parte posterior conectado directamente a los álabes de la turbina de baja presión.

## Aplicaciones
- Aero Commander 1121 Jet Commander
- HFB-320 Hansa Jet
- Learjet 23
- Learjet 24
- Learjet 25
- Learjet 28
- Learjet 29

## Especificaciones (CJ610)
- Tipo: Turborreactor
- Longitud: 1,15 a 1,30 m (dependiendo del equipamiento accesorio añadido)
- Diámetro: 0,45 m
- Peso: 180 a 191 kg (dependiendo del equipamiento accesorio instalado)
- Compresor: 8 etapas de flujo axial
- Turbina: 2 etapas
- Empuje: 12,7 – 13,8 kN a nivel del mar
- Consumo: 1,62 kg/kN•h